# Manno Charlemagne
Pour les articles homonymes, voir Charlemagne (homonymie).
Joseph Emmanuel Charlemagne, dit Manno Charlemagne (ou Chalmay, en créole haïtien) est un auteur-compositeur-interprète engagé et homme politique haïtien, né à Port-au-Prince (Haïti) le 14 avril 1948, et mort le 10 décembre 2017 à Miami.
Exilé pendant une partie des années 1980 et 1990, il a été maire de Port-au-Prince de 1995 à 1999.

## Biographie

### Sous la dictature des Duvalier
Manno Charlemagne naît en 1948 à Carrefour, dans la périphérie sud de Port-au-Prince. Il ne connaît pas son père musicien; sa mère travaillant à Miami, il est élevé par sa tante. Toutes deux chantent des airs traditionnels, que l'enfant Manno reprend. Son style musical sera aussi influencé par les artistes haïtiens (Dodof Legros, Lumane Casimir, Issa El-Saieh, Raoul Guillaume, Gérard Dupervil, Pierre Blain, Joe Trouillot, Guy Durosier (es), Toto Bissainthe, Ansy Dérose) et nord-américains (Louis Armstrong, Billie Holiday) qu'il écoute à la radio, par les chansons des ruraux venus à la ville et le rara qu'il entend dans la rue, ainsi que par sa participation à la chorale de son école, tenue par les Frères de l'instruction chrétienne.

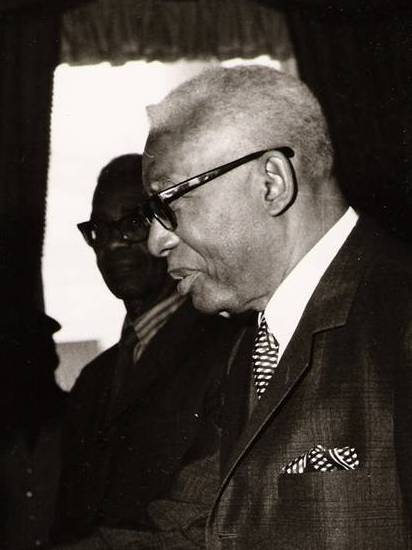
Le dictateur François Duvalier (surnommé «Papa Doc») en 1968.

Comme de nombreux Haïtiens, il subit les exactions des tontons macoutes, miliciens au service du dictateur François Duvalier; il connaît ainsi la prison et la torture en 1963, à l'âge de 15 ans. Côtoyant des gens de lettres et des artistes (tels que Lyonel Trouillot, Richard Brisson et Anthony Pascal, dit Konpè Filo), il se forge une culture politique en lisant des ouvrages de Maxime Gorki et d'Antonio Gramsci.
À partir de 1968, il forme Les Remarquables, un mini-djaz (« mini-jazz », groupe de musique influencé par le rock), puis se tourne davantage vers la musique traditionnelle et forme le groupe Les Trouvères avec le chanteur Marco Jeanty,,. Ainsi, dans les années 1970, Manno Charlemagne prend part au mouvement Kilti Libète (« Culture Liberté ») de retour à une musique populaire, acoustique, voire folk ; la tradition twoubadou (« troubadour ») de la musique des campagnes haïtiennes est remise à l'honneur,.
En 1978, avec Marco Jeanty, il enregistre à Port-au-Prince un premier album, Manno et Marco, constitué de chansons angaje (« engagées »), dont la diffusion sur Radio Haïti-Inter connaît un grand succès,.
« La politique c'est pour les anges

C'est pour les gens qui ont un nom

Et c'est pour la grande société.
 »
— Manno Charlemagne et Marco Jeanty, « Zanj », Manno et Marco, 1978.

### Exils
Ouvertement opposé à la dictature de Jean-Claude Duvalier, Manno Charlemagne s'exile le 4 juillet 1980. Vivant entre New York, Montréal, l'Afrique et Paris, il enregistre Konviksyon (1984) et Fini les colonies! (1985), dont les chansons deviennent des hymnes contestataires en Haïti,.
« Quand tu rêves la nuit exilé de ton île

Entends-tu tous ces cris ces rumeurs de ta ville ?
 »
— Manno Charlemagne, « Le mal du pays », Fini les colonies !, 1985.
De retour en Haïti le 7 mars 1986, un mois après la chute de Duvalier, il fonde la Koral Konbit Kalfou, groupe de mizik rasin (« musique racine », mêlant les influences du vaudou haïtien, de la musique traditionnelle et de genres contemporains) avec lequel il parcourt le pays,. Il constitue une figure importante de la contestation politique sur l'île.
« Manno parle au nom des pauvres et des illettrés qui ne peuvent trouver la vérité dans les livres. Quand il chante, il ne fait pas de métaphores. S'il voit un assassinat, il appelle son auteur un assassin. Il est un phare pour la jeunesse, un leader de la culture folk qui est au fondement de la résistance contre le gouvernement.
 »
— Marcus Garcia, cité par Steven Almond, 1992.
En décembre 1987, alors qu'il sort de chez lui pour interpréter « Nwel anmè » (« Noël amer », une chanson composée par Beethova Obas, membre de la Koral Konbit Kalfou, pour honorer les manifestants massacrés un mois auparavant par la nouvelle junte au pouvoir), Manno Charlemagne essuie des coups de feu ; il est grièvement blessé. Il publie l'année suivante un nouvel album, Òganizasyon mondyal, sous le label KAKO (Koletif Ayisyen Konsekan Ozetazini).
« Si Ayiti pa forè

Ou jwenn tout bet ladan-l ? »
— Manno Charlemagne, « Ayiti pa forè », Òganizasyon mondyal, 1988.
        
« Si Haïti n'est pas une jungle

Que font là toutes ces bêtes ? »
Il soutient Jean-Bertrand Aristide lors de la campagne présidentielle de 1990 et, à la suite de sa victoire, devient l'un de ses conseillers. En octobre 1991, après un coup d'État contre le président Aristide, Manno Charlemagne est arrêté violemment à deux reprises puis relâché, grâce à la pression d'organisations de défense des droits de l'homme (Amnesty International, Miami's Haitian Refugee Center) et une campagne de presse aux États-Unis demandant sa libération. Craignant une nouvelle arrestation, il se réfugie à l'ambassade d'Argentine à Port-au-Prince. Le réalisateur Jonathan Demme, qui a connu Manno Charlemagne en 1988 lors du tournage de son documentaire Haiti: Dreams of Democracy, organise une campagne internationale, « Americans for Manno », afin d'exiger que le chanteur et sa famille puissent quitter Haïti en sécurité. C'est finalement l'ambassadeur argentin Orlando Sella en personne qui accompagne le chanteur jusqu'à l'aéroport de Port-au-Prince, le 29 décembre 1991: Manno Charlemagne s'envole pour Miami. C'est le début d'un nouvel exil de trois ans, pendant lequel l'artiste diffuse sa musique engagée, à l'occasion de multiples concerts.

### Allers-retours
Manno Charlemagne revient en Haïti en 1994. Il est élu maire de Port-au-Prince en juin 1995; il le restera jusqu'en 1999, exerçant son mandat de façon polémique,. De son propre aveu, accepter de devenir maire a été une erreur,.
« Quand je suis artiste, je me sens mieux qu'être maire [...]. Artiste politique, je le tiens dans ma peau.
 »
— Manno Charlemagne, Dans la gueule du crocodile. Un portrait de Manno Charlemagne, 1998.
Il s'installe ensuite à Miami, dans une pièce au premier étage du Tap Tap, un restaurant haïtien au sud de la ville, dans le quartier de South Beach ; il assure des concerts réguliers dans ce restaurant et y enregistre en 2004 un album en direct, Manno at Tap Tap.
« Après son passage en tant que maire de Port-Au-Prince, suivi de la perdition du mouvement Lavalas, Manno ne composait plus. Le musicien révolutionnaire et l’artiste le plus engagé de notre histoire était comme désaccordé. Il se contentait de chanter ses tubes, toutes ses chansons sont des classiques.
 »
— James Noël, 2017.
En juillet 2005, Manno Charlemagne retrouve Marco Jeanty pour une série de concerts au Tap Tap. Ils décident alors d'enregistrer un nouvel album : en 2006, presque trente ans après leur premier disque, est publié Les inédits de Manno Charlemagne,.
« Se touse ponyèt nou pou n lite
Car lamann pa tonbe ankò

Solèy a klere pou nou tout
E nou tout va jwenn menm chalè »
— Manno Charlemagne, « Ban m' on ti limye », Òganizasyon mondyal, 1988 et Les inédits de Manno Charlemagne, 2006.
        
« C'est l'heure de nous préparer à la lutte
Car la manne n'est pas encore tombée
Le soleil va briller pour nous tous
Et nous tous recevrons la même chaleur »

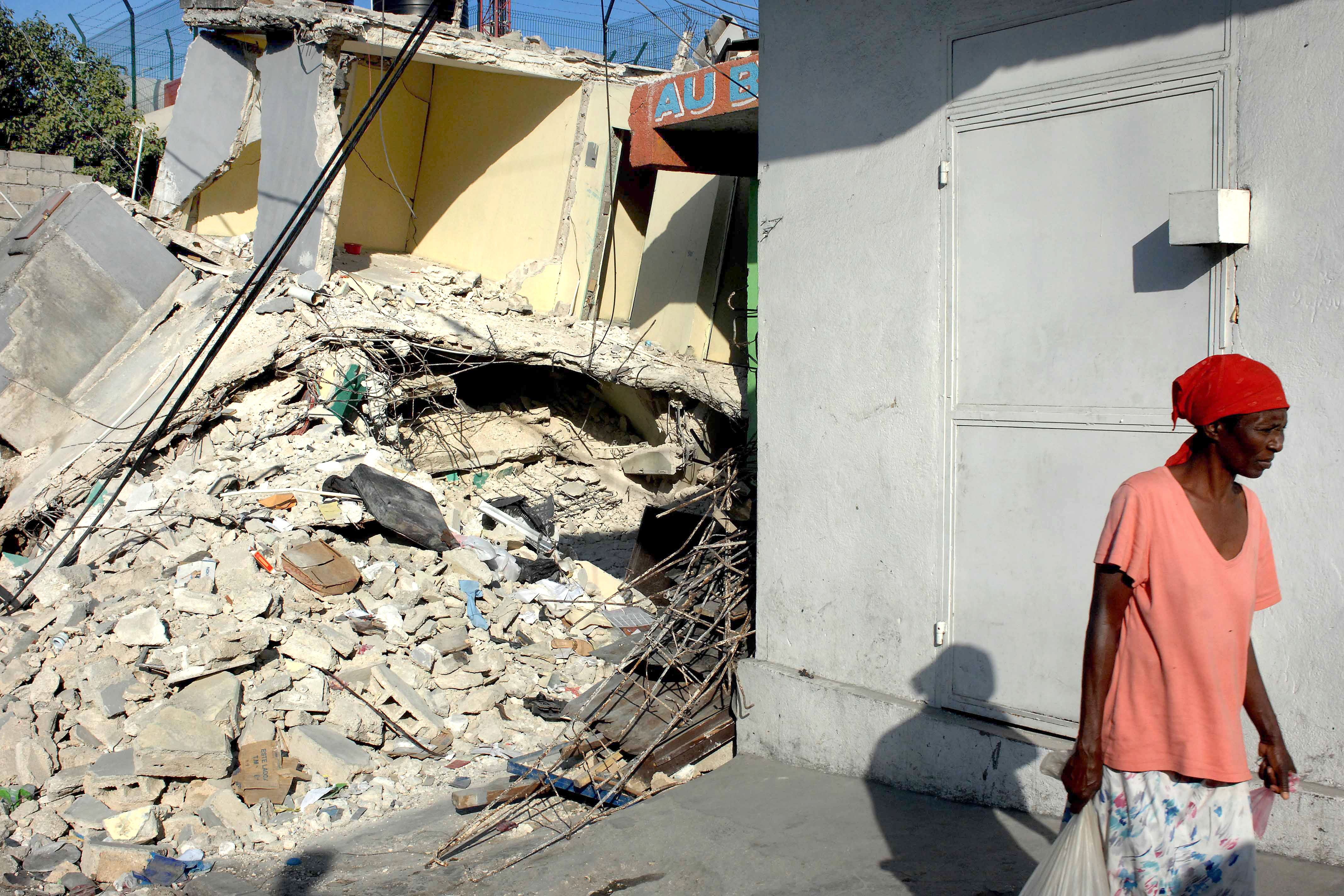
Port-au-Prince au lendemain du tremblement de terre du 12 janvier 2010.

Le 14 janvier 2010, deux jours après le tremblement de terre en Haïti, le chanteur participe au Tap Tap à un concert de soutien aux victimes. En juin de la même année, il se produit à Brooklyn (New York), près de vingt ans après le concert donné au début de son second exil, en 1992,. En novembre, il joue au Preservation Hall de la Nouvelle-Orléans avec la violoncelliste Helen Gillet.
Manno Charlemagne se produit régulièrement aux États-Unis depuis 2010, aussi bien dans des festivals, que dans des universités (par exemple, en juillet 2012 à l'université internationale de Floride et en septembre 2016 à l'université Duke de Caroline du Nord,). Il se produit également en Haïti.
Fin juillet 2017, Manno Charlemagne subit l'ablation d'une tumeur cérébrale à l'hôpital Mount Sinai de Miami. Il décède dans ce même hôpital le 10 décembre suivant, des suites d'un cancer du poumon,. Il reçoit des funérailles nationales le 22 décembre 2017 à Port-au-Prince puis est enterré à Verrettes. Depuis mars 2018, une rue de Miami porte son nom, dans le quartier de South Beach.
« Avec sa guitare sèche, sa voix puissante et ses mots fouettant à grand coups les non-rebelles, il nous a donné la force de désobéir au régime des Duvalier et à toute autre forme d’oppression. »
— Jenny Mezile, 2017.

## Filmographie
- 1983 : Canne amère (Bitter Cane), documentaire réalisé par Jacques Arcelin, Haiti Films[48].
- 1988 : Haiti: Dreams of Democracy (« Haïti, rêves de démocratie »), documentaire réalisé par Jonathan Demme.
- 1998 : Dans la gueule du crocodile. Un portrait de Manno Charlemagne, documentaire réalisé par Catherine Larivain et Lucie Ouimet, Les Productions du Grand Large.
- 2002 : La Vérité sur Charlie, film policier réalisé par Jonathan Demme (Manno Charlemagne incarne le personnage du maître d'hôtel au restaurant Chez Joséphine).
- 2010 : Manno Charlemagne - Konviksyon, documentaire réalisé par Frantz Voltaire[49],[50].

#### Ouvrages consacrés à Manno Charlemagne
- Joann Biondi, Manno Charlemagne - 30 ans de chansons, Educa Vision, 2006 (ISBN 1-58432-387-6).
- Michel Soukar, Manno Charlemagne : Pou Lavi Fleuri, C3 Éditions, 2016[51].
- Nicole Augereau, Quand viennent les bêtes sauvages, Poitiers, FLBLB, 2016, 93 p. (ISBN 978-2-35761-103-0, lire en ligne).

#### Ouvrages généraux
- Ralph Boncy, La chanson d'Haïti, t. 1 (1965-1985), Québec, CIDIHCA, 1985 (ISBN 1-58432-387-6).
- Gage Averill (trad. Rachel Bouyssou), « Dechoukaj en musique - La chute de la dictature haïtienne », Critique internationale, vol. 7,‎ 2000 (lire en ligne, consulté le 12 décembre 2016)
- (en) Gage Averill, A Day for the Hunter, a Day for the Prey : Popular Music and Power in Haiti, Chicago, University of Chicago Press, 1997, 276 p. (ISBN 0-226-03292-2, lire en ligne)
- (en) Henry Louis Gates et Anthony Appiah, Africana : the encyclopedia of the African and African American experience, New York, Basic Civitas Books, 1999, 2095 p. (ISBN 0-465-00071-1)